# Peruviaanse constituerende congresverkiezingen 1978
De Peruviaanse constituerende congresverkiezingen in 1978 vonden plaats op 18 juni. 
De verkiezingen werden uitgeroepen om Peru toe te leiden naar een democratie, nadat de Peruviaanse krijgsmacht in 1968 de macht had gegrepen en de macht in handen had gelegen van generaal Juan Velasco Alvarado tot aan zijn dood in 1975. Diens opvolger, Francisco Morales Bermúdez, schreef de verkiezingen van 1978 uit.
Eenmaal gekozen, bracht het constituerende congres in 1979 een nieuwe grondwet van Peru tot stand en werden er verkiezingen voor 1980 uitgeschreven, waarbij voor het eerst sinds de verkiezingen van 1963 weer een nieuwe Kamer van Afgevaardigden, een Senaat en president van Peru democratisch werden gekozen.

## Uitslag
| Partij                                              | Stemmen   | %    | Zetels |
| --------------------------------------------------- | --------- | ---- | ------ |
| Amerikaanse Populaire Revolutionaire Alliantie      | 1.240.674 | 35,4 | 37     |
| Christelijke Volkspartij                            | 835.285   | 23,8 | 25     |
| Front voor Arbeiders, Boeren, Studenten en het Volk | 433.413   | 12,3 | 12     |
| Revolutionaire Socialistische Partij                | 323.520   | 6,6  | 6      |
| Peruviaanse Communistische Partij                   | 207.612   | 5,9  | 6      |
| Democratische Volkseenheid                          | 160.741   | 4,5  | 4      |
| Nationaal Front van Arbeiders en Boeren             | 135.552   | 3,8  | 4      |
| Christendemocratische Partij                        | 83.075    | 2,3  | 2      |
| Nationale Uniepartij                                | 74.137    | 2,1  | 2      |
| Pradistische Democratische Beweging                 | 68.619    | 1,9  | 2      |
| Socialistische Revolutionaire Actie                 | 20.164    | 0,5  | 0      |
| Democratische Hervormingspartij                     | 19.594    | 0,5  | 0      |
| Ongeldige stemmen                                   | 661.576   | -    | -      |
| Totaal                                              | 4.172.962 | 100  | 100    |
| Geregistreerde kiezers                              | 4.978.831 | 83,7 | -      |